# Генетична історія індіанців
Генетична історія корінних народів Америки поділяється на два окремі періоди: початкове заселення Америки приблизно від 20 000 до 14 000 років тому (20–14 тис. років тому), та контакт з європейцями приблизно 500 років тому. Перший період генетичної історії корінних американців є визначальним фактором для кількості генетичних ліній, мутацій зиготності та основних гаплотипів, присутніх у сучасних корінних американських популяціях.

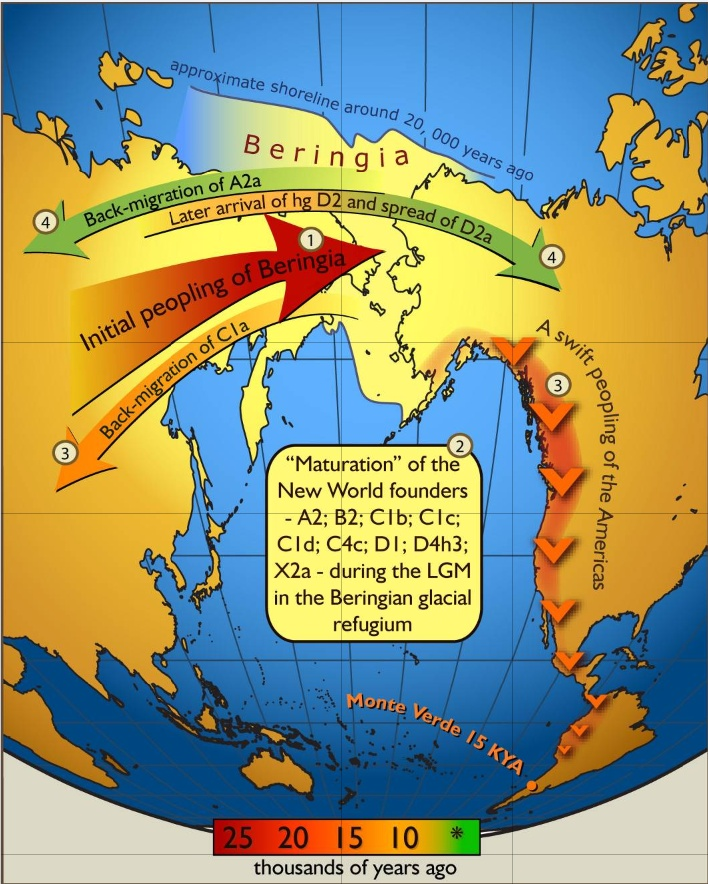
Schematic illustration of maternal (mtDNA) gene-flow in and out of Beringia, from 25,000 years ago to present

Корінні американські популяції походять від стародавньої східноазіатської лінії, яка відокремилася від інших східноазіатських народів до останнього льодовикового максимуму (26–18 тис. років тому), та мають спільне походження з нею. Вони також отримали потік генів від стародавніх північних євразійців, окремої палеолітичної сибірської популяції з глибокою спорідненістю як з «європейськими мисливцями-збирачами» (наприклад, Костенки-14), так і з «базальними східними азіатами» (наприклад, тяньюаньська людина). Пізніше вони розселилися по всій Америці приблизно 16 000 років тому (винятками є групи, що розмовляють на-дене та ескімосько-алеутами, які частково походять від сибірських популяцій, що потрапили до Америки пізніше).
Аналіз генетики серед корінних американських та сибірських популяцій використовувався для обґрунтування ранньої ізоляції популяцій-засновників на Берінгії та пізнішої, швидшої міграції з Сибіру через Берінгію до Нового Світу.[13] Різноманітність мікросателітів та розподіл лінії Y, характерної для Південної Америки, вказує на те, що певні корінні американські популяції були ізольовані з моменту початкового заселення регіону. Популяції на-дене, інуїтів та корінних жителів Аляски демонструють гаплогрупу Q-M242; однак вони відрізняються від інших корінних американців різними мутаціями мтДНК та атДНК. The Na-Dene, Inuit and Native Alaskan populations exhibit Haplogroup Q-M242; however, they are distinct from other Indigenous Americans with various mtDNA and atDNA mutations. Це свідчить про те, що народи, які першими оселилися на північних крайніх частинах Північної Америки та Гренландії, походять від пізніших мігрантських популяцій, ніж ті, хто проник далі на південь в Америку. Лінгвісти та біологи дійшли подібного висновку на основі аналізу мовних груп корінних американців та розподілу груп крові за системою ABO..

## Інтернет-ресурси
- Історія, яку затирали століттями: хто жив у США до білих
- Кривава історія США: Чому Вбивали Індіанців